# 다비드 소리아
다비드 소리아 솔리스(스페인어: David Soria Solís, 1993년 4월 4일 ~ )는 헤타페에서 뛰는 스페인의 축구 선수이다.